# MEDCAP

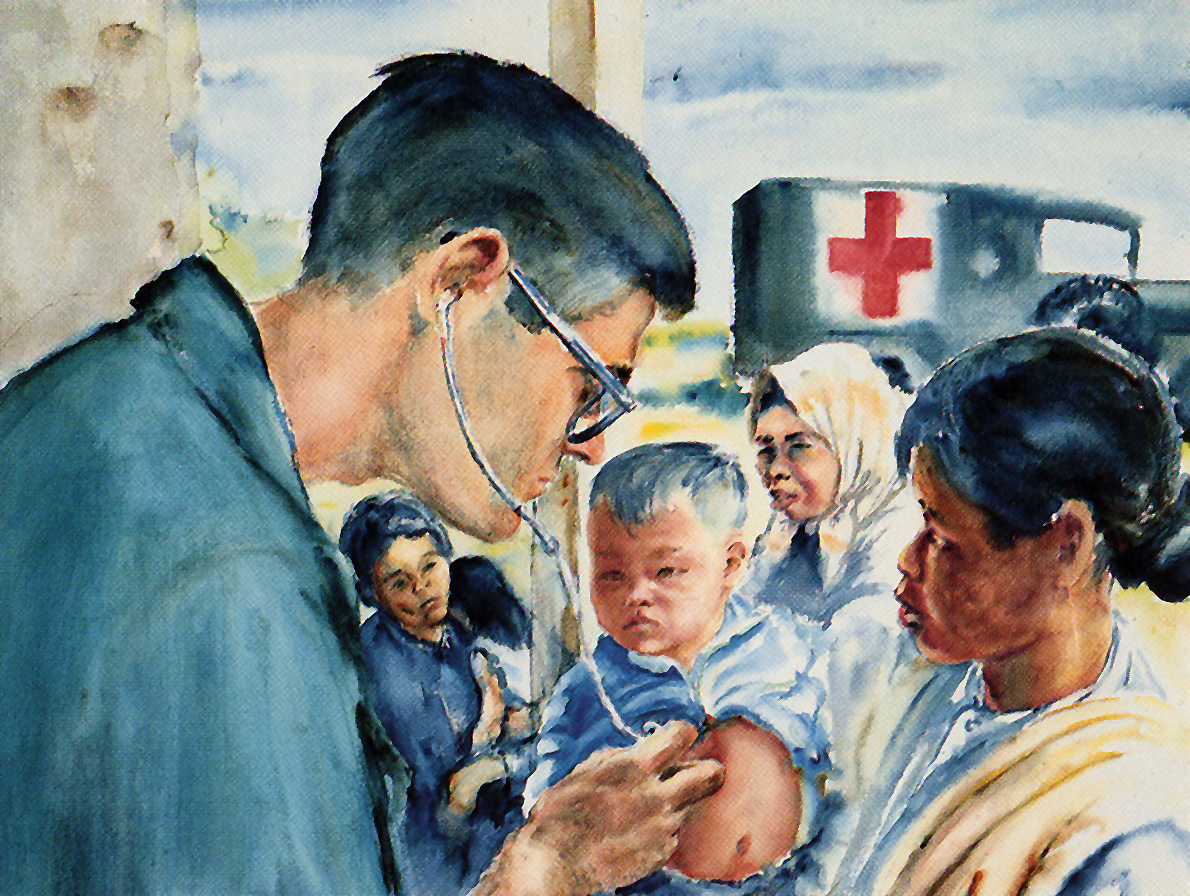
Bác sĩ khám chữa bệnh cho người dân Việt Nam

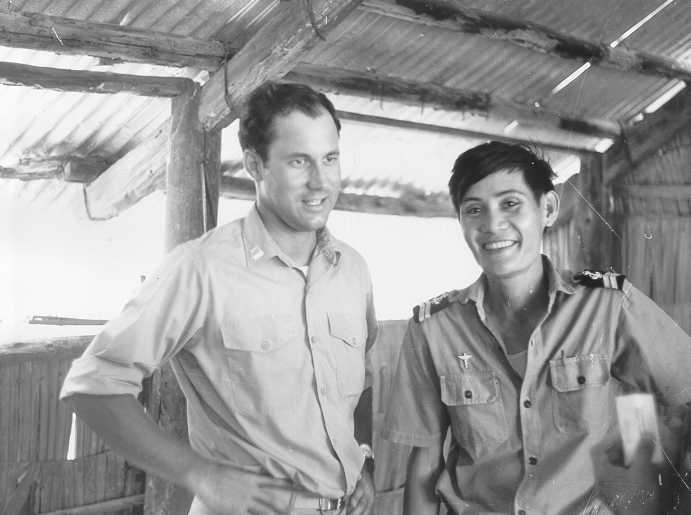
Bác sĩ người Mỹ trong chương trình MEDCAP và một binh sĩ người Việt Nam-Hình chụp tại 1 ngôi làng nhỏ ở miền Nam

MEDCAP (viết tắt của tiếng Anh: Medical Civic Action Program) là một chương trình nhân đạo của quân đội Mỹ thực hiện trong chiến tranh Việt Nam kéo dài liên tục suốt từ 1966 cho đến khi người Mỹ về nước (cứ một tiểu đoàn Mỹ lại có hai toán thuộc ban 5 TD phụ trách và luôn mang theo thông dịch viên).
Các nội dung chủ yếu của chương trình như tiêm chủng chích ngừa, phát sữa cho người dân Việt Nam và điều trị bệnh miễn phí.